# White Hart Lane
White Hart Lane je naziv za nogometni stadion angleškega nogometnega kluba Tottenham Hotspur F.C., ki se nahaja v severnem delu Londona.

## Opis
Dimenzije igrišča so 100,6 m X 66,8 m, (110 X 73 jardov) trenutna (2007) kapaciteta stadiona pa je 36.240 gledalcev, ki so razdeljeni po tribunah:
- Zahodna tribuna: 6.890
- Severna tribuna: 10.086
- Vzhodna tribuna: 10.691
- Južna tribuna: 8.573

## Zgodovina
Stadion je bil dokončan leta 1899, septembra tega leta pa se je na njem odigrala prva tekma med domačim klubom in Notts Countyjem, ki si jo je ogledalo 5.000 gledalcev, končala pa se je z zmago domačih s 4:1.
Do leta 1923 so stadion širili, tako da je tega leta lahko gostil že 50.000 gledalcev na povsem pokritih tribunah. Stadion so nato ponovno obnovili leta 1953 in ga opremili z reflektorji, nato pa je posodobitve doživljal še v sedemdesetih in osemdesetih letih 20. stoletja, zadnja posodobitev pa je bila opravljena leta 1998.
Trenutno so v teku pogovori vodstva kluba o gradnji novega stadiona, saj trenutni White Hart Lane ne zadostuje potrebam in je v zadnjih letih skoraj na vseh tekmah razprodan. 

## Rekordi
5. marca 1938 je stadion dosegel rekordno število obiskovalcev, ko si je kar 75.038 gledalcev ogledalo tekmo FA pokala med Tottenhamom in Sunderlandom.